# ジャニー喜多川お別れの会
ジャニー喜多川お別れの会（ジャニーきたがわおわかれのかい）は、2019年9月4日に東京ドームで行われたお別れの会。同年7月9日にクモ膜下出血で死去したジャニー喜多川を追悼することを目的とした。

## 概要
8月13日、ジャニーズ事務所はホームページで9月4日に東京ドームで創業者で代表取締役社長であったジャニー喜多川のお別れの会を執り行うということが発表される。ジャニーズファミリークラブの会員には、お別れ会の概要のメールが届く。
9月4日の午前11時からは関係者のみのお別れ会を行い、午後2時からは希望者は全員が参列できる一般の部のお別れ会を実施し、一般の部はタレントは参列しないと発表された。これまでに東京ドームで葬儀やお別れ会が行われたことは無く、これが初であった。

### 関係者の部
9月4日の午前11時から予定通り実施された。約3500人のジャニーズ事務所所属タレントや芸能関係者が集まった。祭壇は東京ドームのバックスクリーン手前に設けられ、中央に遺影、遺影の横にギネスブック、愛用のジャケットや帽子、ロナルド・レーガン夫妻や田原俊彦と共に収まった写真などが置かれた。近藤真彦がお別れの言葉を述べ、滝沢秀明がプロデュースしたメッセージ映像が流され、嵐やKinKi Kidsらがジャニー喜多川との思い出を明かした。滝沢秀明が主にこのイベント全体の演出を手がけていた。また、当時内閣総理大臣であった安倍晋三からの弔電が代読された。

### 一般の部
午後2時からは予定通り一般の部が執り行われた。多くのファンが東京ドームを訪れ長蛇の列となった。行列は白山通りなどの道路にまでも続いており、約1.6キロメートルであった。東京ドームの敷地内でも折り返す行列が続き、行列の合計は約3.3キロメートルであった。ファンの中には約3時間待った者もいた。約8万8000人が来場して、芸能関係者のお別れ会では史上最大規模となった。
入り口では1人1枚メッセージカードが配布され、ファンがメッセージを送った。出口ではジャニーズ事務所所属タレント一同からのお礼メッセージが書かれたポストカードが配布された。お別れ会の開催中にフリマアプリに配布されたポストカードが出品され、1万円以上で取引されていたものもあった。これに対して失礼であると批判が殺到して、通報した人も相次いだため全ての出品が取り下げられた。